# VIRTIS
VIRTIS è uno spettrometro ad immagine realizzato e utilizzato in ambito spaziale, che combina tre canali di osservazione in un unico strumento.
VIRTIS è l'acronimo di Visible InfraRed and Thermal Imaging Spectrometer (spettrometro ad immagine visibile, infrarosso e termico). È uno strumento di telerilevamento a sensore passivo operante nell'intervallo spettrale complessivo 0,24-5,1 µm, e con capacità di imaging. Il suo compito è acquisire dati che consentano di dedurre per via indiretta la composizione chimica degli oggetti esplorati e la loro emissione termica, e monitorarne l'evoluzione nel tempo.

## Descrizione
VIRTIS è stato sviluppato da Angioletta Coradini (INAF-IFSI, Roma – principal investigator dello strumento) per la missione ESA Rosetta. VIRTIS è stato costruito in Italia, grazie ad un finanziamento dell'ASI, da Galileo Avionica (oggi Selex ES) del gruppo Finmeccanica.
Si compone di due sottosistemi ottici: il canale Mapper o VIRTIS-M e il canale ad alta risoluzione spettrale o VIRTIS-H (High Resolution Subsystem). VIRTIS-M è uno spettrometro ad immagine a media risoluzione spettrale ed opera sia nell'intervallo spettrale ultravioletto-visuale tra 0.24 e 1.04 µm che infrarosso tra 1.0 e 5.1 µm, mentre VIRTIS-H è uno spettrometro puntuale (ossia senza capacità di imaging) operante nell'intervallo spettrale infrarosso tra 2.0 e 5.0 µm.
Il sottosistema -M è stato interamente costruito in Italia, mentre il sottosistema -H è stato realizzato in Francia e la Main Electronics, cioè il calcolatore che governa l'intero strumento, in Germania. Una copia di VIRTIS è stata successivamente utilizzata per la missione ESA Venus Express, in cui i co-principal investigator dello strumento sono Giuseppe Piccioni (INAF-IASF, Roma) e Pierre Drossart (LESIA/Meudon). Anche la missione NASA Dawn, che ha come obiettivo gli asteroidi della fascia principale Vesta e Cerere, include uno spettrometro ad immagine molto simile a VIRTIS-M, denominato in questo caso VIR-MS e privo del canale ad alta risoluzione spettrale (principal investigator Angioletta Coradini, INAF-IFSI, Roma).
VIRTIS è l'unico strumento di telerilevamento che sta contemporaneamente funzionando su tre distinte missioni spaziali interplanetarie. Allo stato attuale VIRTIS a bordo della sonda Rosetta, dopo avere acquisito dati degli asteroidi 2867 Šteins, incontrato il 5 settembre 2008, e 21 Lutetia, incontrato il 10 luglio 2010, è stato spento in attesa dell'arrivo all'obiettivo principale della missione, la cometa 67P/Churyumov-Gerasimenko, attorno a cui la sonda Rosetta entrerà in orbita nel novembre 2014; VIRTIS su Venus Express conduce osservazioni sistematiche dell'atmosfera di Venere in orbita attorno al pianeta; e infine la variante VIR-MS è a bordo della sonda Dawn, che ha raggiunto l'asteroide Vesta nel 2011 ed è ora in viaggio verso l'asteroide Cerere.
Su Venus Express tale dispositivo viene utilizzato per mappare l'atmosfera del pianeta Venere, con il fine di studiarne le dinamiche e la sua evoluzione temporale.
Su Rosetta giocherà un ruolo fondamentale quando la sonda raggiungerà il suo obiettivo principale, la cometa 67P/Churyumov-Gerasimenko, poiché avrà il compito di mappare la superficie della cometa per individuare il sito migliore per l'atterraggio del lander Philae; ma ha acquisito anche dati degli oggetti con cui Rosetta ha avuto un incontro ravvicinato durante la fase decennale di trasferimento alla cometa: tre flyby della Terra, uno di Marte e due flyby di altrettanti asteroidi della fascia principale.
VIRTIS-H ha invece il compito di analizzare nel dettaglio lo spettro infrarosso degli oggetti osservati al fine di ottenerne la composizione chimica.
Gli istituti più importanti coinvolti l'esperimento VIRTIS sono l'INAF, per i dati provenienti da VIRTIS-M e VIR-MS, e gli istituti LESIA/Meudon e DLR di Berlino.
I gruppi scientifici che contribuiranno all'analisi dati constano di scienziati provenienti da tutto il mondo.

### VIRTIS-VEX
VIRTIS-VEX è il VIRTIS presente nella missione ESA Venus Express.

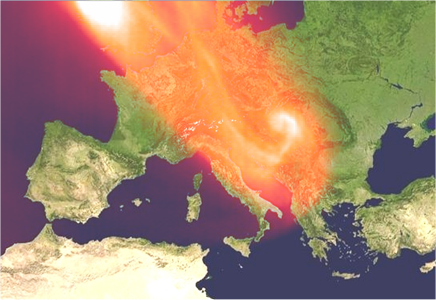
Il vortice sul polo sud di Venere comparato con la dimensione dell'Europa.

VIRTIS-VEX ha svelato per la prima volta il vortice presente nel polo sud del pianeta. Si tratta di una struttura di enormi dimensioni, superiori a quelle dell'Europa, posizionata ad un'altezza compresa tra i 75 ed i 60 km di quota. L'acquisizione di una gran quantità di immagini nel corso dei 6 anni della missione che hanno permesso di osservare sia i cambiamenti nel breve periodo che la ciclicità di questi nel lungo periodo.
La superficie di Venere non può essere vista mediante camere tradizionali in quanto rimane nascosta dalla fitta coltre di nubi e dalla densa atmosfera del pianeta. VIRTIS ha invece permesso di osservare nell'infrarosso la superficie mediante la debole radiazione che penetra nelle cosiddette finestre atmosferiche. Ciò ha permesso di costruire, per la prima volta, una mappa termica globale della torrida superficie venusiana. Tramite questa mappa è stato possibile identificare i siti dove si sono verificate delle eruzioni recenti.